# Elle me contrôle
Singles de M. Pokora
Showbiz (The Battle)
(2004) Pas sans toi
(2005)
Pistes de M. Pokora
Showbiz (The Battle) Pas Sans Toi
Elle me contrôle est une chanson du chanteur français M. Pokora sortie le 4 avril 2005 sous le label Universal Music Group en collaboration avec la rappeuse Sweety. 
2e single extrait de l'album éponyme M. Pokora, la chanson a été écrite par Georges Padey, Kore & Skalp, Matt Pokora, Da Team, Sweety et produite par Kore & Skalp. Elle me contrôle a été désignée « Chanson francopohone de l'année » lors de la cérémonie française des NRJ Music Awards en 2006.

## Liste des pistes
CD 1 (pochette verte)
1. Elle me contrôle (feat. Sweety)
2. Showbiz (The Battle) live performance @ Génération Rap/RnB 2 in Bercy

CD 2 (pochette rouge)
1. Elle me contrôle (feat. Sweety)
2. Elle me contrôle (feat. Sweety) music video

## Classements et certifications
| Classement (2005)   | Meilleure position |
| ------------------- | ------------------ |
| Belgique (Wallonie) | 11                 |
| France (SNEP)       | 6                  |
| Suisse              | 23                 |

| Classement (2005)   | Position |
| ------------------- | -------- |
| Belgique (Wallonie) | 52       |
| France (Radio)      | 32       |
| France              | 59       |

### Certifications
| Pays   | Certification | Date              | Ventes  |
| ------ | ------------- | ----------------- | ------- |
| France | Argent        | 1er décembre 2005 | 109 050 |

## Remix 2015
Un remix est sorti en 2015 en featuring avec Tenny.